# Mia Dearden
Mia Dearden è una supereroina DC Comics e il secondo personaggio ad assumere il ruolo di Speedy II, braccio destro di Freccia Verde, dopo Roy Harper. Creata dallo scrittore Kevin Smith e dall'artista Phil Hester, è comparsa per la prima volta in Green Arrow (vol. 3) n. 2 (maggio 2001). È nota per essere uno dei pochi personaggi dei fumetti affetti da HIV.

## Biografia
Mia Dearden [nella serie televisiva Arrow è Thea, la sorella di Oliver Queen], è un'adolescente fuggita di casa, dove subiva gli abusi del padre. Incapace di sopravvivere da sola, si innamorò di un uomo che le offrì vitto e alloggio in cambio dei suoi servizi come prostituta. Mia fu salvata da Green Arrow (Oliver Queen), nel suo primo giorno da prostituta da un politico locale depravato. La ragazza riuscì a intuire la sua vera identità, quella del miliardario Oliver Queen, diventando la sua nuova protetta; Queen, allora, la addestrò nel tiro con l'arco e nel combattimento. Mia chiese spesso all'uomo di essere il suo braccio destro, ma egli rifiutò, per non metterla in pericolo.
La giovane apparve in Green Arrow come personaggio di supporto fino al 2004, quando lo scrittore Judd Winick rivelò che era positiva al virus dell'HIV, conseguenza del suo passato di prostituta. Venutane a conoscenza, Mia intensificò gli sforzi per convincere Green Arrow a farla diventare la nuova Speedy, finché il supereroe cedette. Dopo aver indossato il mantello di Speedy, Oliver decise di farla entrare nei Teen Titans. Mia rivelò il segreto sulla sua malattia alla squadra, che la accettò comunque senza porsi domande.
Il primo Speedy, Arsenal (Roy Harper), diede a Mia un set di sue frecce, inclusa una blu con l'etichetta "Usare solo in caso di emergenza". Speedy fu tentata ad usare la freccia durante la sua prima missione contro Dr. Light; contro Superboy (Conner Kent) posseduto, Indigo, Lex Luthor e Brainiac; e poi ancora contro i demoni dei Brother Blood. Quando infine usò la freccia (contro Superboy-Prime, che però riuscì a scappare), scoprì che esiliava le persone nella Zona fantasma ed era stata rubata dalla Fortezza della solitudine di Superman da Roy.
Dopo gli eventi di Crisi infinita, Mia guarì dalle ferite su un'isola insieme a Freccia Verde e a suo figlio Connor Hawke, ritornando approssimativamente un anno più tardi. Durante la sua permanenza sull'isola, si allenò in nuovi tipi di combattimento e guarigione, e nel lavoro di squadra con Freccia Verde.
Nei mesi successivi, Mia e Black Canary II (Dinah Laurel Lance) salvarono Oliver da Granny Goodness; poi andarono in aiuto di Connor con Batman e Plastic Man. Intanto, la ragazza iniziò a frequentare un altro supereroe, Dodger, che seguì a Londra. Mia lo lasciò dopo aver scoperto che la tradiva con l'attrice Emma Watson, e ritornò dal suo gruppo appena in tempo per salvare Black Canary II da una battaglia. Il suo nuovo costume è di colore nero, per differenziarsi da quello verde di Oliver e da quello rosso di Roy, diventato Red Arrow.

### Cry for Justice
Durante gli eventi di Justice League: Cry for Justice, mentre faceva da babysitter alla figlia di Roy, Lian, Mia fu chiamata quando Electrocutioner fu avvistato mentre piazzava delle bombe create da Prometheus a Star City, con l'obiettivo di spostare la città in un altro universo. Le bombe, però, invece di teletrasportare Star City iniziarono a distruggerla, facendo esplodere la casa di Roy e uccidendo Lian. Dopo la distruzione di Star City, Mia si trasferì a Coast City con Connor per combattere contro l'invasione delle Lanterne Nere, salvando Dinah da Oliver Queen, trasformato in una Lanterna Nera da Nekron. Tornarono poi a Star City presumibilmente dopo la fine de La notte più profonda.
Nella storyline di Rise and Fall, Mia aiutò Freccia Verde a scappare dalla Justice League of America che voleva catturarlo per aver ucciso Prometheus. Mentre Freccia Verde distraeva la League, Mia rapì Electrocutioner portandolo nel loro nascondiglio sotto Star City. Nonostante la ragazza avesse pregato Freccia Verde di farle uccidere il prigioniero, egli riuscì a convincerla che l'omicidio non era una risposta e prese Electrocutioner in custodia. Dopo l'arresto di Electrocutioner, Mia partecipò al funerale di Lian insieme a molti altri supereroi, tra cui i suoi ex-compagni Teen Titans. Durante la funzione, Roy la incolpò per la morte della figlia. Nonostante l'intervento di Ravager, che riuscì a far andare via l'uomo, Mia restò visibilmente scossa dalle accuse mosse contro di lei.
Insieme con Robin IV (Damian Wayne) e un gruppo di altri ex-Titans, Mia aiutò il nuovo team dei Teen Titans durante la battaglia contro Superboy-Prime e la Legion of Doom. Durante la battaglia, lei e Ravager lavorarono insieme per annientare il Persuasore.
Successivamente ebbe una breve relazione con Nightwing (Dick Grayson) e venne invitata da lui nella sua squadra degli Outsiders.

## Poteri e abilità
Mia non è dotata di superpoteri, ma è un'abile arciere. Al contrario di Connor Hawke, che si affida solo a frecce di legno, Mia, come Oliver, utilizza frecce truccate. Oltre all'arco, sa maneggiare anche la balestra. Connor Hawke e Black Canary II le hanno insegnato varie arti marziali e tecniche di autodifesa prima di diventare Speedy II. Un anno dopo Crisi infinita, si è allenata su un'isola con Connor, diventando una prode spadaccina. Venne allenata anche da Dick Grayson in diverse arti marziali, diventando un'abilissima combattente.
Mia è positiva al virus HIV e quindi obbligata a prendere farmaci antiretrovirali, subendone anche gli effetti collaterali. A causa della sua condizione, è molto attenta a non ferirsi durante il combattimento.

## In altri media

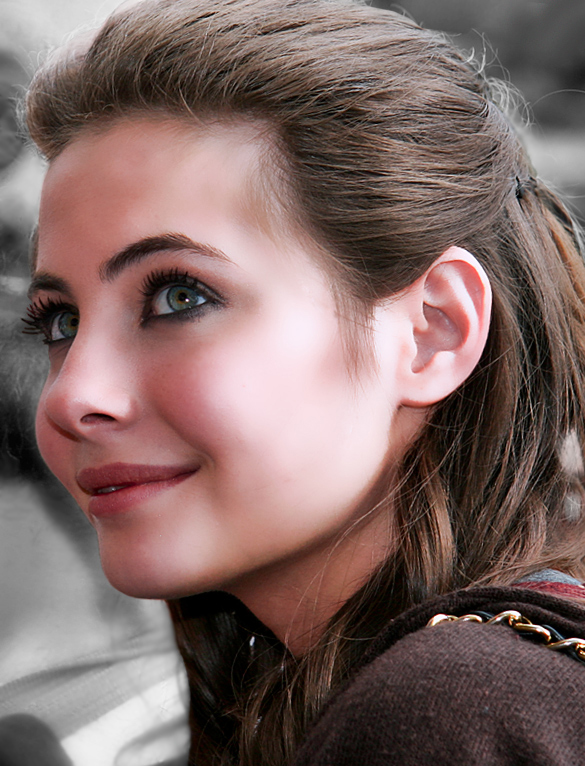
Willa Holland interpreta Thea "Speedy" Queen in Arrow.

- Mia Dearden appare nella nona stagione della serie televisiva Smallville, dove è interpretata dall'attrice Elise Gatien. Il personaggio è presente in due episodi, Fuoco incrociato (#6) e Il discepolo (#10). Come nei fumetti, è una ragazza fuggita di casa e dedita alla prostituzione per sopravvivere. Oliver Queen la nota durante un incontro di boxe mentre Mia lotta sul ring e resta impressionato dal suo modo di combattere: resosi conto della sua difficile situazione, la prende sotto la sua ala. Mia tradisce brevemente Oliver per un uomo di nome Ricky (Michael Adamthwaite), a cui deve dei soldi. Comunque, Oliver, insieme a Lois e Mia, riuscì a debellare Ricky, grazie anche all'intervento dell'alter-ego di Clark, la Macchia. Nonostante il tradimento, Oliver vuole ancora mantenere la sua promessa di aiutarla. Successivamente, Mia viene a sapere della sua identità come Freccia Verde e inizia ad allenarsi con lui, sebbene nella serie non sia ancora diventata Speedy. Indossa vestiti rossi e gialli, gli stessi colori del suo costume da supereroe, ma ha capelli castani, al contrario dei fumetti, in cui è bionda. Ha però indossato una parrucca di questo colore quando lavorava come prostituta.
- Nella serie televisiva Arrow, Oliver Queen ha una sorella diciassettenne di nome Thea Dearden Queen (Willa Holland), da lui soprannominata "Speedy"[11]. Inoltre in un episodio della terza stagione, Thea aveva adottato l'alias di Mia. Negli ultimi episodi della terza stagione, Thea, dopo che Roy alias Arsenal lascia la città prende il suo posto con il nome di Speedy.